# Берримор, Этель
Этель Берримор, или Э́тель Ба́рримор (англ. Ethel Barrymore, 15 августа 1879 — 18 июня 1959) — американская актриса, лауреат премии «Оскар», одна из членов актёрского семейства Берриморов.

## Биография

### Карьера
Этель Мэй Блайт (англ. Ethel Mae Blythe) родилась 15 августа 1879 года в Филадельфии, Пенсильвания, вторым ребёнком в семье актёров Мориса Берримора и Джорджианы Дрю. Она является сестрой актёров Джона Берримора и Лайонела Берримора, а также приходится двоюродной бабушкой Дрю Берримор. Своё детство будущая актриса провела в Филадельфии, где посещала католическую школу.
Её первое появление на Бродвее состоялось в 1895 году в пьесе, в которой также играли её дядя Джон Дрю Мл. и Мод Адамс. Вместе с ним она также появилась в пьесе «Розмари» в 1896 году. Среди её бродвейских ролей также известными являются Нора в «Кукольном доме» (1905) и Джульета в «Ромео и Джульетте» (1922). В 1926 году она достигла большого успеха, сыграв в комедийной постановке У. Сомерсета Моэма «Постоянная жена».
Этель Берримор являлась сторонником Актёрской финансовой ассоциации и даже принимала активное участие в их забастовке в 1919 году. Актриса была большой поклонницей бейсбола и бокса. Но её любовь к боксу пропала после того, как 4 июля 1919 году она стала свидетельницей зверского боя Уильяма Демпси и Джесса Уилларда, в котором Демпси сломал челюсть Джессу и выбил несколько его зубов. С тех пор Берримор поклялась, что больше никогда не посетит ни одного боя.
Впервые на большом экране она появилась в 1914 году, но активную кинокарьеру начала лишь с 1940-х годов, после своего переезда в Голливуд. Единственными двумя фильмами, в которых она снялась вместе с двумя братьями, стали «Национальный парад красного креста» (1917) и «Распутин и императрица» (1932).
В 1945 году за свою роль в фильме «Только одинокое сердце» Этель Берримор была удостоена премии «Оскар» в номинации «лучшая актриса второго плана». Другими известными кинокартинами с её участием стали «Винтовая лестница» (1945), «Дело Парадайна» (1947), «Портрет Дженни» (1948) и «Полуночный поцелуй» (1948). В 1950-е годы актриса несколько раз появилась и на телевидении, исполнив небольшие роли в ряде телесериалов.

### Личная жизнь

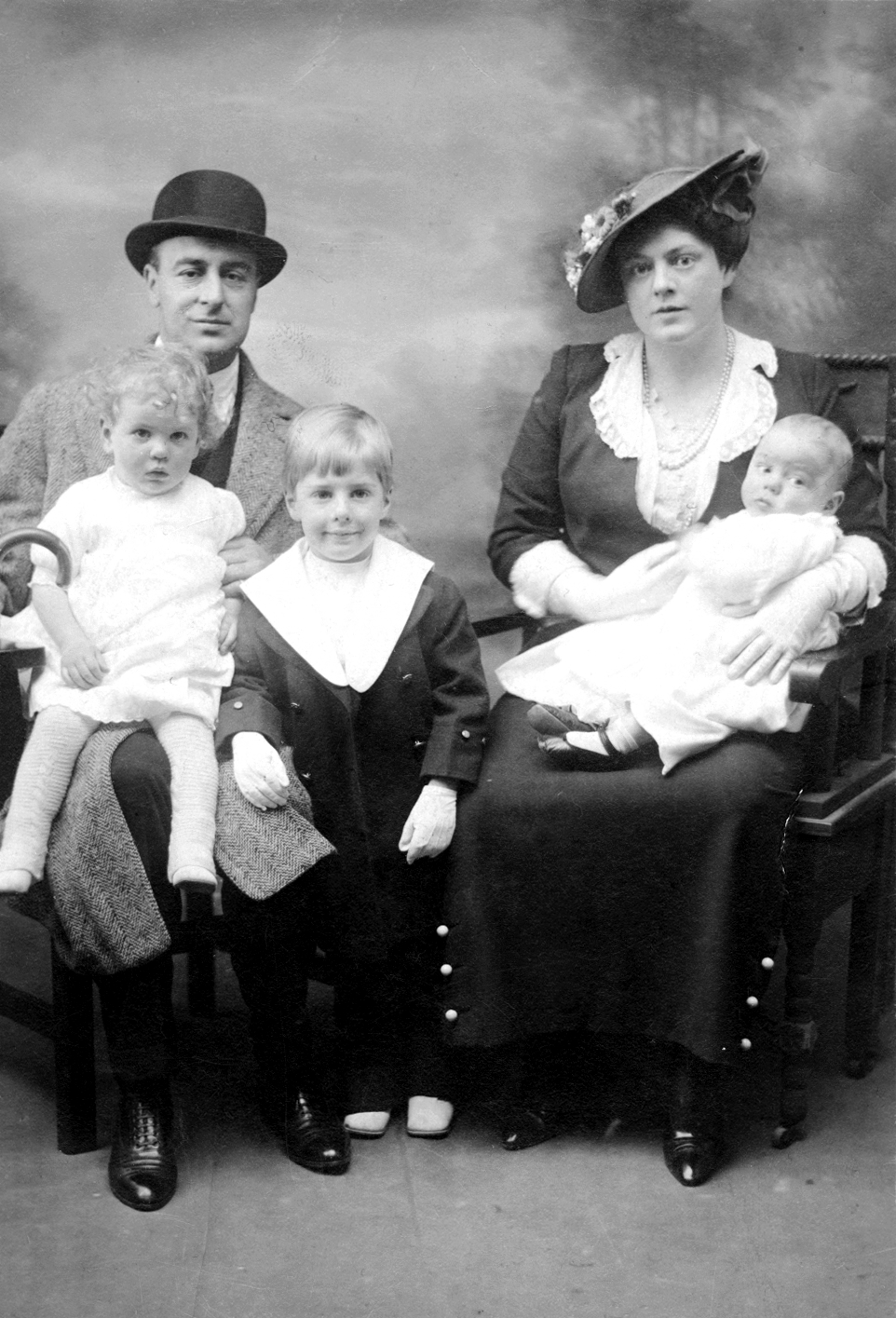
Бэрримор с мужем Расселом Грисволдом Кольтом и тремя детьми, ок. 1914 г.

В 1900 году Уинстон Черчилль предлагал Этель Берримор стать его женой, но она отказалась. 14 марта 1909 года она вышла замуж за Рассела Грисвольда Колта. У них было трое детей: актриса и певица Этель Бэрримор Колт (1912—1977), Самуэль Колт (1909—1986) и Джон Дрю Колт (1913—1975). В 1923 году пара рассталась, и будучи истиной католичкой, актриса больше никогда не выходила замуж.
Этель Берримор умерла 18 июня 1959 года в своём доме в Голливуде от сердечной-сосудистой болезни, не дожив два месяца до своего 80-летнего юбилея. Её похоронили на кладбище Голгофа в восточном Лос-Анджелесе. За вклад в кинематограф США Этель Берримор удостоена звезды на Голливудской аллее славы.
22 марта 2007 года статуэтка «Оскара», принадлежавшая Этель Берримор, была выставлена на продажу на интернет-аукционе eBay.

## Избранная фильмография
| Год  |   | Русское название                 | Оригинальное название     | Роль                                    |
| ---- | - | -------------------------------- | ------------------------- | --------------------------------------- |
| 1932 | ф | Распутин и императрица           | Rasputin and the Empress  | царица Александра                       |
| 1944 | ф | Только одинокое сердце           | None but the Lonely Heart | мама Мотт                               |
| 1945 | ф | Винтовая лестница                | The Spiral Staircase      | Миссис Уоррен                           |
| 1947 | ф | Дело Парадайна                   | The Paradine Case         | леди Софи Хорфилд                       |
| 1947 | ф | Дочь фермера                     | The Farmer's Daughter     |                                         |
| 1947 | ф | Мускусная роза                   | Moss Rose                 | леди Маргарет Дрего                     |
| 1948 | ф | Восход луны                      | Moonrise                  | бабушка                                 |
| 1948 | ф | Портрет Дженни                   | Portrait of Jennie        | мисс Спинни                             |
| 1949 | ф | Полуночный поцелуй               | That Midnight Kiss        | Эбигэйл Трент Бадл                      |
| 1949 | ф | Пинки                            | Pinky                     | мисс Эм                                 |
| 1949 | ф | Красный Дунай                    | The Red Danube            | мать Ауксилия, настоятельница монастыря |
| 1952 | ф | Только для тебя                  | Just for You              | Алида Дэ Бронкхарт                      |
| 1952 | ф | Криминальная полоса в прессе США | Deadline - U.S.A.         | Маргарет Гаррисон                       |
| 1953 | ф | Три истории любви                | The Story of Three Loves  | Мисси Хэйзел Пэнникотт                  |
| 1954 | ф | Это молодое сердце               | Young at Heart            | Тётя Джесси Таттл                       |

## Награды
- 1945 — Премия «Оскар» за лучшую женскую роль второго плана («Только одинокое сердце»)